# Projekt 1234
Projekt 1234 Ovod (v kódu NATO třída Nanuchka) je třída raketových korvet sovětského námořnictva z doby studené války (v sovětské klasifikaci malá raketová loď). Stavěny byly v letech 1967–1987. Vzhledem ke své velikosti byly silně vyzbrojené. Pro sovětské námořnictvo bylo postaveno 47 jednotek a jedna nebyla dokončena. Deset jednotek bylo prodáno zahraničním uživatelům, kterými se stalo Alžírsko, Indie a Libye. Část z nich je stále v aktivní službě.

## Stavba

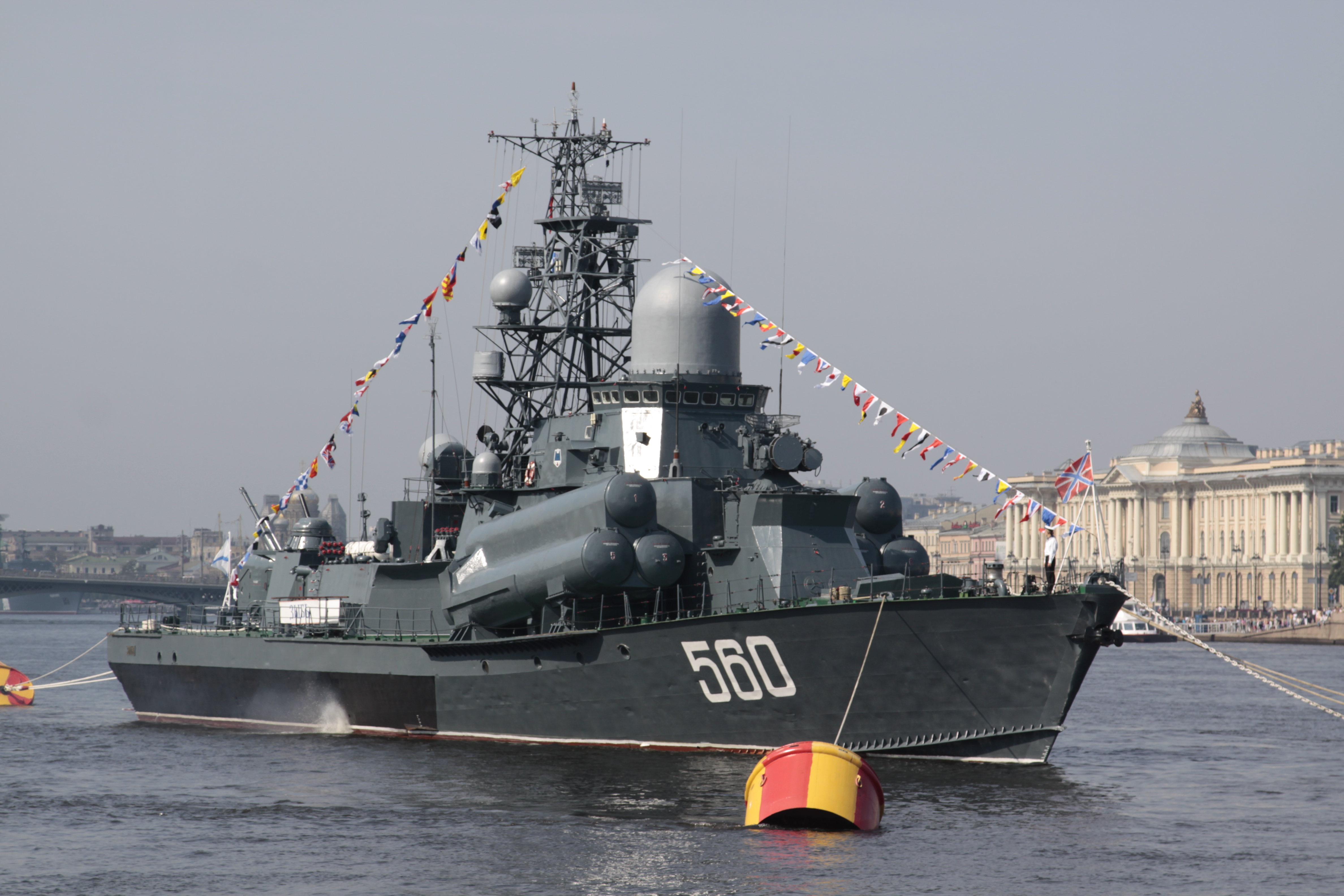
Korveta Zyb projektu 1234.1 (Nanuchka III)

Celkem bylo postaveno 47 korvet této třídy. Jedna zůstala nedokončena.

## Konstrukce

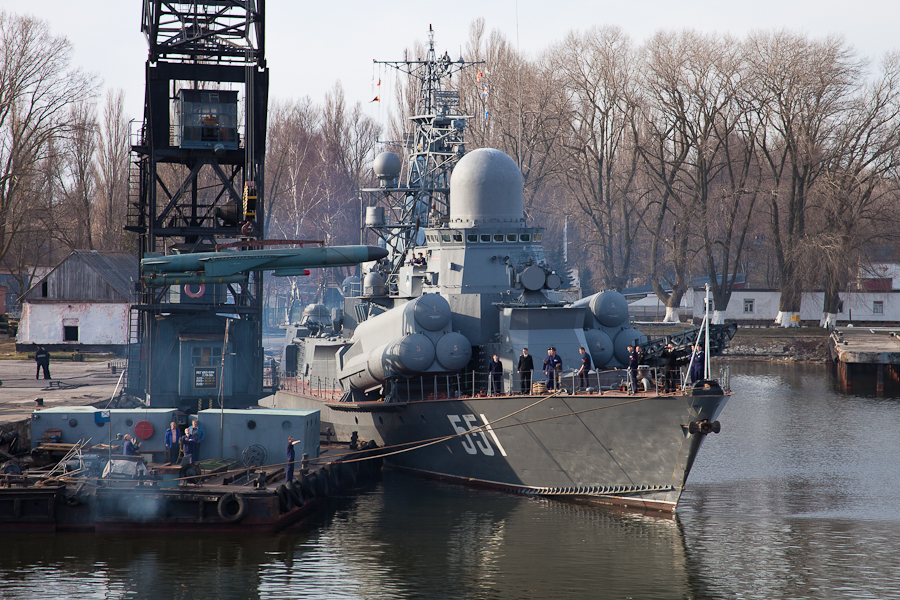
Nakládání protilodní střely P-120 Malachit na korvetu projektu 1234.1 (Nanuchka III) Liven (551)

### Projekt 1234 (Nanuchka I)
Výzbroj sovětských člunů verze projekt 1234 tvořily dva 57mm kanóny AK-725 ve věži na zádi, odpalovací zařízení protiletadlových řízených střel krátkého dosahu Osa–M se zásobou 20 kusů a dva trojnásobné kontejnery protilodních střel P-120 Malachit s dosahem 110 km. Pohonný systém korvet tvoří tři dieselové motory. Lodní šrouby jsou tři. Nejvyšší rychlost dosahuje 33 uzlů.

### Projekt 1234E (Nanuchka II)
Exportní verze korvet projekt 1234E se odlišuje zejména typem protilodních střel – nese pouze 2–4 staré střely P-15 Termit. Tři jednotky získala Indie, tří Alžírsko a čtyři Libye.

### Projekt 1234.1 (Nanuchka III)
Vylepšená verze  projekt 1234.1 (někdy též Projekt 12341) se liší instalací jediného kanónu AK-176 ráže 76 mm v záďové věži a doplněním jednoho systému blízké obrany AK-630.

### Projekt 1234.2 (Nanuchka IV)
Jediný kus verze projekt 1234.2 nesl dvanáct protilodních střel P-800 Oniks.

## Operační nasazení
Libyjskou korvetu Ean Zakut projektu 1234E potopily v roce 1986 americké palubní letouny. Dalším nasazením byly operace ruského námořnictva během války v Jižní Osetii v roce 2008.

## Uživatelé
Alžírsko

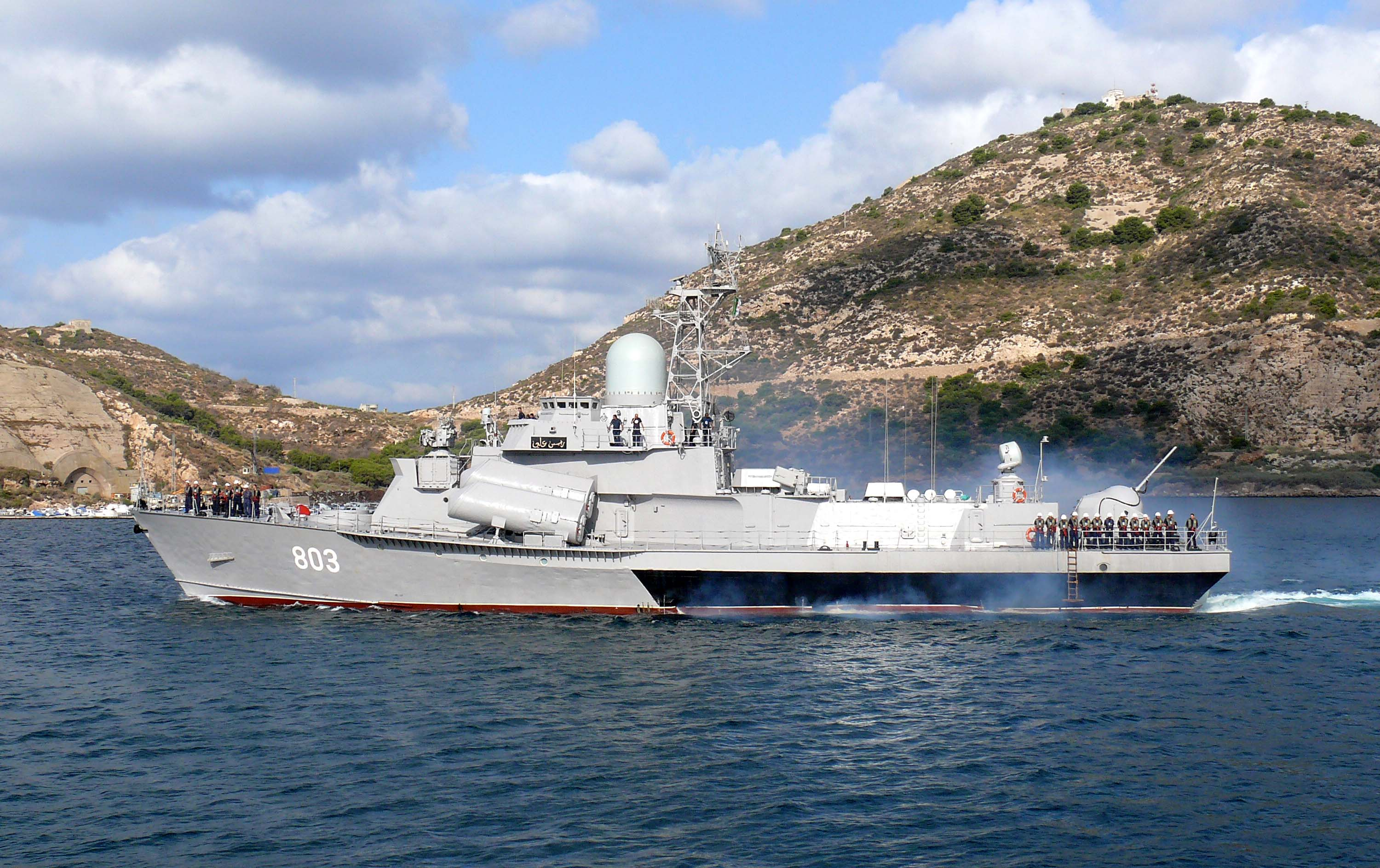
Alžírská korveta Rais Ali (803)

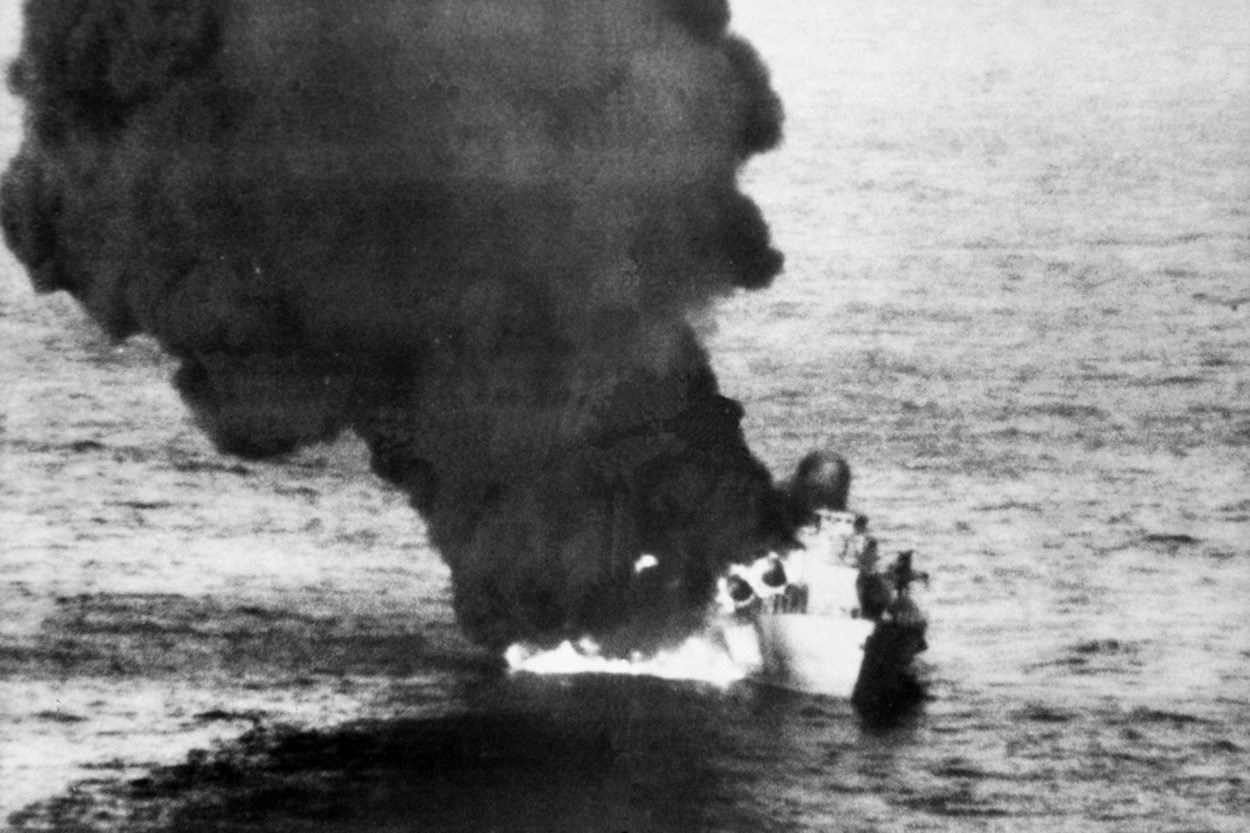
Libyjská korveta hořící 24. března 1986 v zálivu Velká Syrta po zásahu amerických palubních letounů A-6E Intruder

- Alžírské námořnictvo – tři plavidla[1]

 Indie
- Indické námořnictvo – tři plavidla[1]

 Libye
- Libyjské námořnictvo – čtyři plavidla[1]

 Rusko
- Ruské námořnictvo

 Sovětský svaz
- Sovětské námořnictvo